# Groupe Soufflet
 (mai 2023).
La mise en forme du texte ne suit pas les recommandations de Wikipédia : il faut le « wikifier ».
Les points d'amélioration suivants sont les cas les plus fréquents. Le détail des points à revoir est peut-être précisé sur la page de discussion.
- Les titres sont pré-formatés par le logiciel. Ils ne sont ni en capitales, ni en gras.
- Le texte ne doit pas être écrit en capitales (les noms de famille non plus), ni en gras, ni en italique, ni en « petit »…
- Le gras n'est utilisé que pour surligner le titre de l'article dans l'introduction, une seule fois.
- L'italique est rarement utilisé : mots en langue étrangère, titres d'œuvres, noms de bateaux, etc.
- Les citations ne sont pas en italique mais en corps de texte normal. Elles sont entourées par des guillemets français : « et ».
- Les listes à puces sont à éviter, des paragraphes rédigés étant largement préférés. Les tableaux sont à réserver à la présentation de données structurées (résultats, etc.).
- Les appels de note de bas de page (petits chiffres en exposant, introduits par l'outil «  Source ») sont à placer entre la fin de phrase et le point final[comme ça].
- Les liens internes (vers d'autres articles de Wikipédia) sont à choisir avec parcimonie. Créez des liens vers des articles approfondissant le sujet. Les termes génériques sans rapport avec le sujet sont à éviter, ainsi que les répétitions de liens vers un même terme.
- Les liens externes sont à placer uniquement dans une section « Liens externes », à la fin de l'article. Ces liens sont à choisir avec parcimonie suivant les règles définies. Si un lien sert de source à l'article, son insertion dans le texte est à faire par les notes de bas de page.
- La présentation des références doit suivre les conventions bibliographiques. Il est recommandé d'utiliser les modèles {{Ouvrage}}, {{Chapitre}}, {{Article}}, {{Lien web}} et/ou {{Bibliographie}}. Le mode d'édition visuel peut mettre en forme automatiquement les références.
- Insérer une infobox (cadre d'informations à droite) n'est pas obligatoire pour parachever la mise en page.

Pour une aide détaillée, merci de consulter Aide:Wikification.
Si vous pensez que ces points ont été résolus, vous pouvez retirer ce bandeau et améliorer la mise en forme d'un autre article.
 (mai 2023).
Le Groupe Soufflet est une entreprise agroalimentaire française de dimension internationale, sur les filières orge, blé et riz et légumineuses, et dans l’accompagnement des viticulteurs. Premier collecteur privé de céréales en Europe, il intervient sur les marchés internationaux via sa filiale Soufflet Négoce.
Il conçoit et fabrique également enzymes et levains ; c’est un industriel significatif de la Boulangerie-Viennoiserie-Pâtisserie en France et au Portugal ; et il est présent dans le secteur de la restauration rapide.
Le Groupe Soufflet investit dans la recherche et l’innovation pour la valorisation des agro-ressources et dans la démarche de développement des filières durables Semons du sens.
Le Groupe emploie 6 585 collaborateurs dans 23 pays. Il a réalisé en 2020/2021 un chiffre d’affaires de 4,61 milliards d’euros.
Il est racheté en mai 2021 par InVivo pour un montant non dévoilé, mais estimé à 2,3 milliards d'euros,.

## Historique

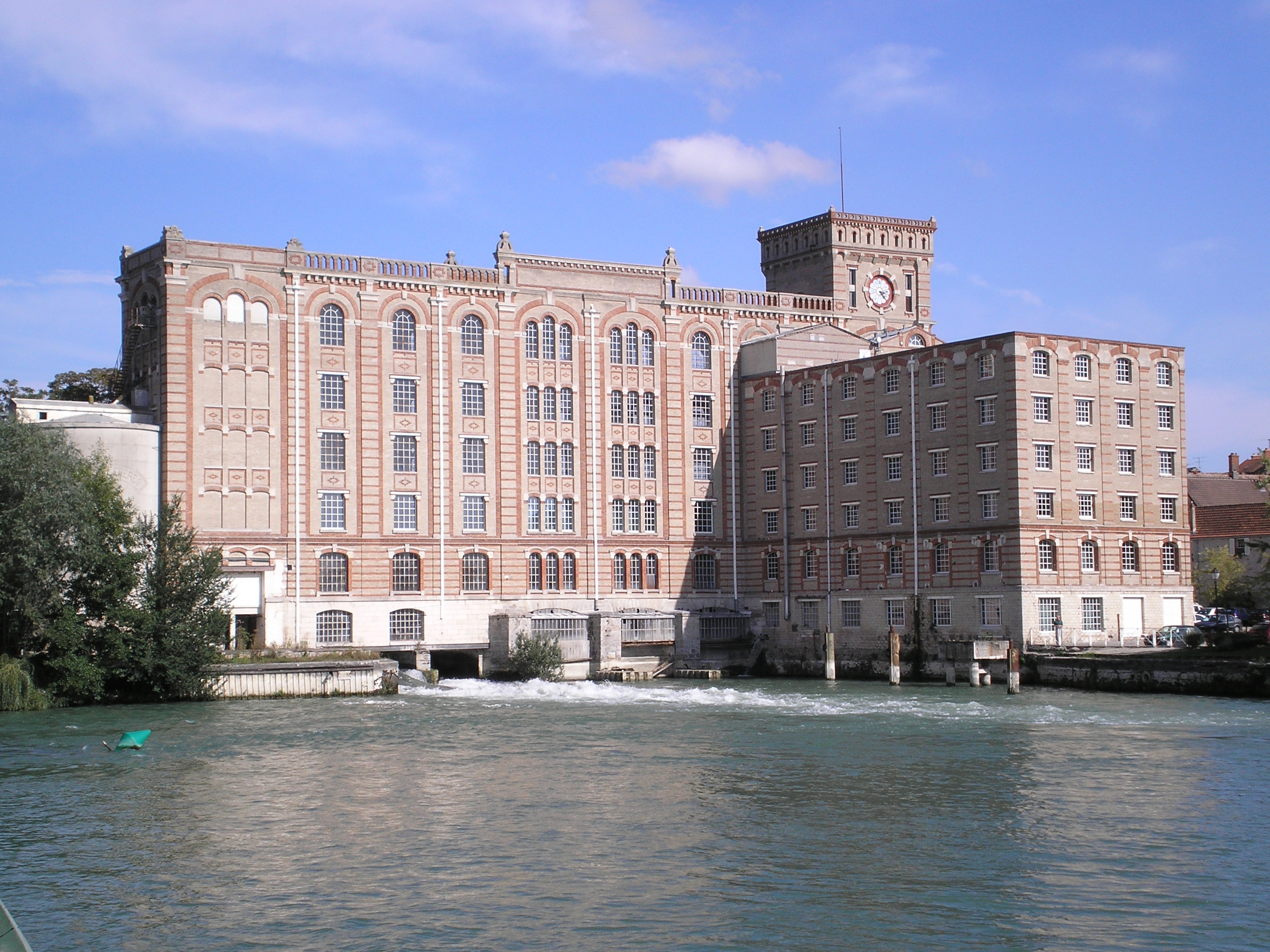
moulin historique Soufflet

En 1900, Pierre et Lucie Juchat fondent en Champagne, à Nogent-sur-Seine un commerce de grains. En 1927, Lucie Juchat transmet la petite entreprise à son gendre Jean Soufflet et à sa fille Yvonne, qui développent la collecte de céréales.
En 1939, Jean Soufflet construit le premier silo à grains sur le Quai Sarrail à Nogent-sur-Seine, aujourd'hui encore lieu du siège du Groupe. En 1946, l'affaire familiale devient SARL sous le nom d’Établissements J. Soufflet.
À partir de 1947, l'agriculture se modernise avec le plan Marshall et la construction de l'Europe se dessine. En 1950, Jean Soufflet lance les premières exportations de céréales et fait l'acquisition de la grande malterie de Nogent-sur-Seine en 1953 .
En 1957, à la suite du décès de son père, Michel Soufflet prend la direction de l'entreprise. Elle devient en 1958 Société anonyme au capital de 500 000 francs et emploie une vingtaine de personnes.
Dans les années 1960, Michel Soufflet améliore la collecte de céréales en créant un service d'enlèvement et de transport des grains du champ au silo. En 1965, l’effectif des Ets. J. Soufflet compte trente-quatre personnes, dont une au silo de Pont-sur-Seine et une à Anglure.
En 1966, le premier silo portuaire est construit à Rouen.
En 1970, le Groupe construit une nouvelle malterie à Nogent-sur-Seine (capacité de 30 000 tonnes) et procède à l’ouverture de sa première filiale étrangère en Grande-Bretagne en 1974. Devenu premier collecteur privé de céréales en France en 1978, le Groupe s'ouvre à la meunerie avec l'achat du premier moulin dans l'Aube.
En 1981, Jean-Michel Soufflet commence sa carrière au sein du Groupe. L'entreprise s'intéresse en 1982 à d'autres métiers, comme la boulangerie industrielle, la maïserie et les riz et légumes secs en 1986.
En 1989, le Groupe consolide son activité de meunerie par l’absorption de la société Cérès, le premier meunier belge.
En 1994, Soufflet fait l’acquisition du groupe Pantin, comprenant les Grands Moulins de Pantin et de Corbeil, les Malteries Franco-belges et le négoce de céréales Cerapro.

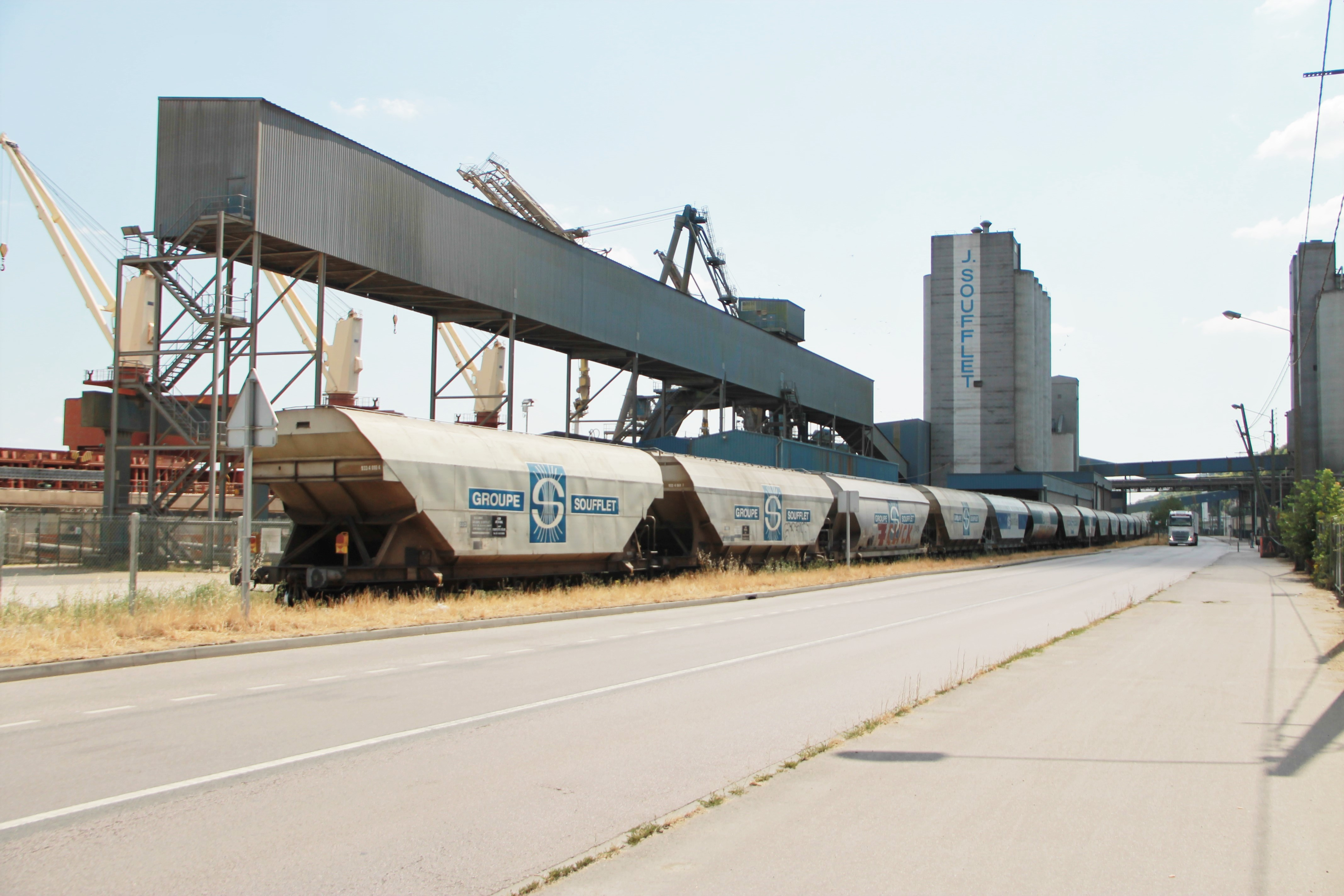
Site des moulins Soufflet à Canteleu (Seine-Maritime)

En 1998, le Groupe se développe à l’international, en investissant notamment dans les pays de l’Europe Centrale et Orientale (PECO).
En janvier 2001, Jean-Michel Soufflet est nommé président du directoire, Michel Soufflet devenant président du conseil de surveillance.
En avril 2002, la malterie se développe par le rachat de Tchécomalt et par des nouvelles implantations en Russie, au Kazakhstan et en Ukraine (2004). En 2003 est créée la Division Ingrédients, à la suite du rachat de l’entreprise Lyven et, en 2005, Moulins Soufflet fait l’acquisition des moulins du Dadou et du Thor, puis de Strasbourg en 2009, et d’Ozon à Châtellerault en 2010.
2008 est marquée par le lancement officiel du programme d’innovation en biotechnologies Osiris.
En 2010, la Division Malterie inaugure deux nouvelles usines en Roumanie et à Nogent-sur-Seine.
Le 1er juillet 2011, Soufflet Agriculture fait l’acquisition des Établissements Maison Dauger (Indre) et de la société AGIR (Yonne) puis reprend les deux malteries de Kamenitza, filiale du groupe Starbev en Bulgarie et  le malteur allemand Durst Malz.
En 2012, le Groupe Soufflet se sépare de son pôle maïserie en vendant Costimex à l'espagnol Dasca.
En 2014, le groupe Soufflet devient actionnaire majoritaire du groupe Neuhauser, l'un des leaders européens de la boulangerie industrielle avec 16 unités de production en France et une au Portugal.
En 2015, le groupe recense trois nouvelles acquisitions : la malterie de Shobnall à Burton upon Trent en Angleterre, Sobra, un négociant en grains en Indre-et-Loire et Qualimix, une société brésilienne spécialisée dans la vente de correcteurs à la meunerie.
En janvier 2021, InVivo annonce être entré en négociation pour acquérir le Groupe Soufflet,. Une telle opération fait du groupement de coopératives le second au niveau européen avec un chiffre d'affaires cumulé d'environ 10 milliards d'euros, derrière les 16 milliards de l'allemand BayWa. L'acquisition du groupe Soufflet est réalisée en mai 2021, pour un montant non dévoilé, mais estimé à 2,3 milliards d'euros,.
En juin 2022, l'autorité de la concurrence donne son feu vert pour le rachat par Avril d'une filiale du groupe : Soufflet Alimentaire. Cette filiale réalise un chiffre d'affaires annuel de 178 millions d'euros, et elle va permettre à avril de poursuivre son recentrage sur ses activités de transformation végétale.
En Janvier 2023,  InVivo rachète le groupe soufflet.

## Domaines d'activités

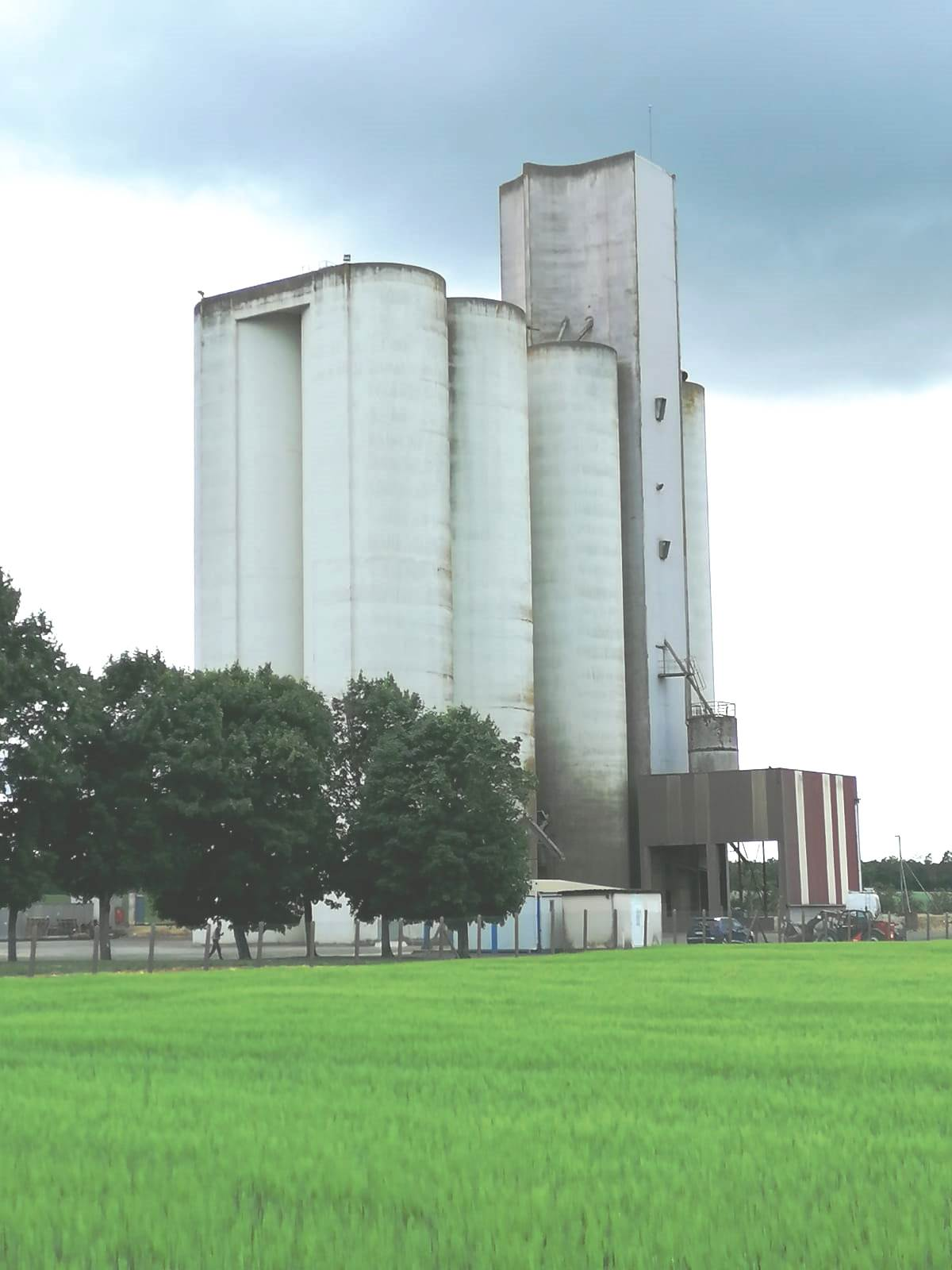
Silo du Groupe Soufflet à Brion-sur-Ource (Côte-d'Or).

Le Groupe Soufflet exerce dix métiers : 
Agriculture
Premier collecteur privé français de céréales et d’oléoprotéagineux, Soufflet Agriculture assure le stockage et la commercialisation des productions agricoles, et exerce une activité de distribution d’agrofournitures en France et dans cinq autres pays européens.
Vigne
Soufflet Vigne propose aux viticulteurs, caves coopératives et négociants une gamme de produits et de services, accompagnés de conseils techniques, de la plantation et l’entretien de la vigne à l’élevage et au conditionnement du vin.
Négoce

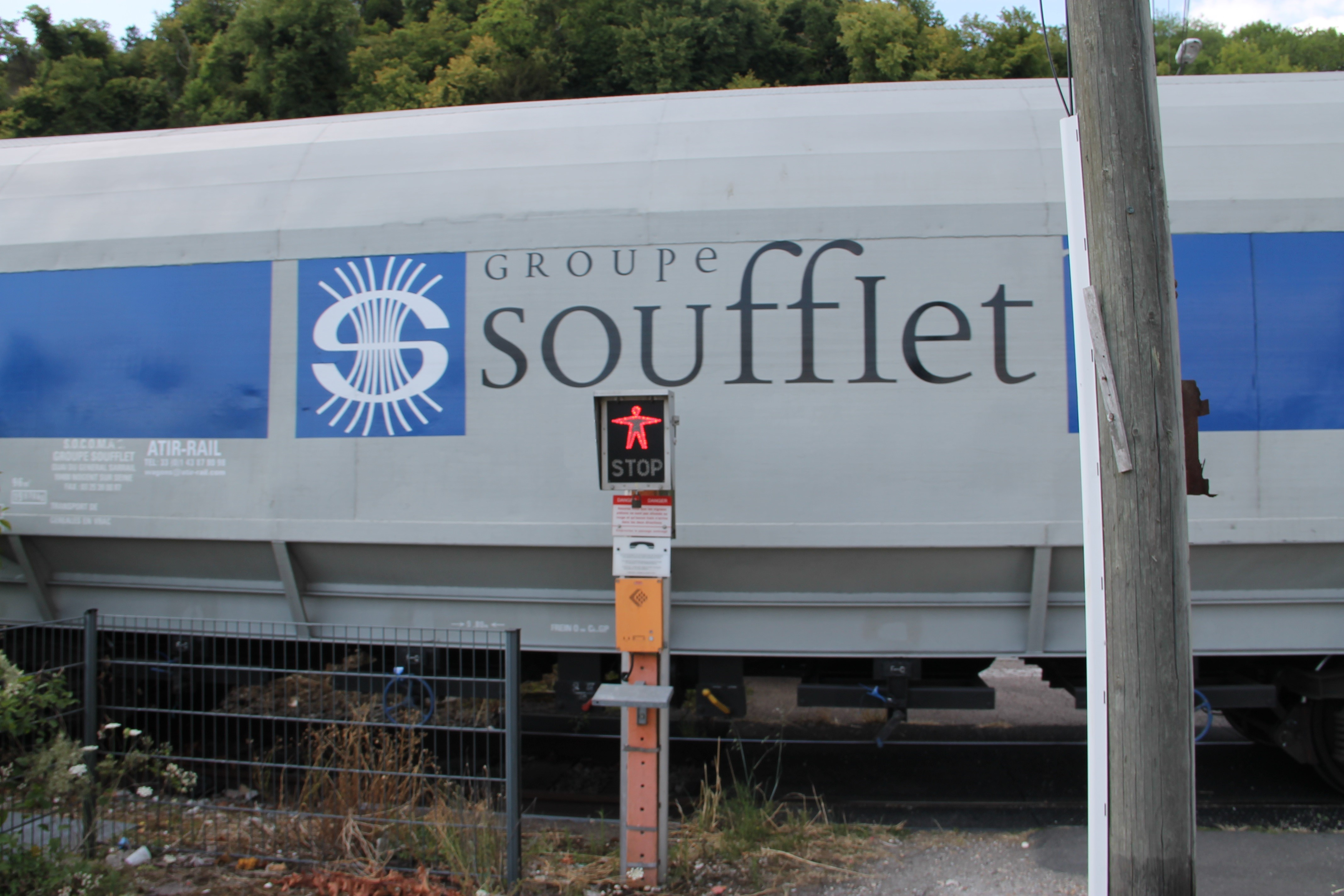
Wagon silo céréalier du Groupe Soufflet

Soufflet Négoce – quatre bureaux de trading et quatre silos portuaires (Atlantique, Manche, Mer Noire) – est spécialisé dans l’origination, le transport et l’exportation de céréales, de graines oléagineuses et de produits laitiers. Cette filiale du Groupe Soufflet possède également une expertise dans la gestion des risques (marchés et produits) et la maîtrise de la qualité de ses produits.
Meunerie
Équipé de dix moulins en France et en Belgique, Moulins Soufflet élabore et commercialise des farines pour différents types de clients : artisans boulangers, industriels de la panification et de la biscuiterie, grande distribution. Moulins Soufflet possède la marque Baguépi.
Ingrédients
AIT Ingrédients propose des solutions pour les industriels, principalement dans le secteur de la panification. L’entreprise se développe sur les marchés européens, africains, ainsi qu’en Russie, au Moyen-Orient et en Amérique du Sud.
Boulangerie Viennoiserie Industrielle
Neuhauser est un acteur significatif du marché européen de la Boulangerie, Viennoiserie Pâtisserie avec 16 unités de production en France et 1 au Portugal (Panpor). Elle conçoit, fabrique et distribue une large gamme de produits en : 
- boulangerie : pains crus, pains précuits sur filet, pains précuits sur sole,
- viennoiserie surgelée, crue ou pré-poussée,
- viennoiserie fraîche : pains au lait, brioches, chinois
- pâtisserie : beignets, pastel de nata.

L’entreprise est organisée pour servir la Grande Distribution, la Restauration Hors Foyer, les terminaux de cuisson et la distribution spécialisée en France, en Europe et dans le monde. Elle développe par ailleurs ses marques propres Neuhauser, La Rustiguette, l’EPI, le Kiosque à Pains, le Petit Français. Elle réalise 50 % de son chiffre d’affaires hors de France.
Restauration rapide
« Pomme de Pain » propose des produits préparés sur place et à la commande.
Malterie
Présente en Europe, en Asie et en Amérique Latine avec 27 malteries, Malteries Soufflet produit et commercialise différents types de malts standards (caramel, café, Pilsen...) et malts bio à destination des brasseurs. 
Riz et légumes secs
Industriel spécialisé dans la transformation et le conditionnement des riz et des légumes secs, Soufflet Alimentaire – trois usines en France, dont une en partenariat – propose plus de 120 matières et 2 000 références de produits pour les marchés industriels, ethniques, la restauration hors foyer et la grande distribution. Soufflet alimentaire développe et commercialise également des produits micro-ondables à destination du consommateur final au travers de sa marque Vivien Paille.
Biotechnologies
Développeur de la fermentation en milieu solide (FMS), le Groupe Soufflet s’investit dans le domaine des biotechnologies appliquées, des biocatalyseurs issus des agro-ressources. La société Lyven, filiale du Groupe Soufflet basée à Colombelles, formule et produit par FMS des solutions enzymatiques pour les secteurs de la transformation des fruits, des boissons, de la panification, de l’alimentation animale et des biocarburants

## Chiffres clés
- Effectifs totaux : 7.041
- Chiffre d'affaires : 4.44 milliards d'euros[15]